# Сум Вероніки Фосс
«Сум Вероніки Фосс» (нім. Die Sehnsucht der Veronika Voss)— кінофільм Райнера Вернера Фассбіндера. Стрічка отримала «Золотого ведмедя» на 32-му Берлінському кінофестивалі в 1982 році.

## Сюжет
На трамвайній зупинці Гайзельгастайг спортивний репортер Роберт Крон (Хільмар Таті) зустрічає незнайомку (Розела Цех) і супроводжує її в місто. Виявляється, що це Вероніка Фосс, колишня зірка «УФА». Наступного дня вони зустрічаються з її ініціативи в гламурному кафе, він дає їй в борг 300 марок. Між Кроном і Фосс виникають дивні стосунки, в яких репортера захоплюють співчуття і журналістський інтерес. На питання своєї подруги Генрієтти (Корнелія Фробесс), чи любить він Вероніку, Крон відповідає: «Я не знаю». Він дізнається, що Фосс морфіністка, яка залежить від лікарки Маріанни Кац і навіть живе у неї, а також, що лікарка експлуатує інших пацієнтів та, в обмін на дорогий наркотик, переписує на своє ім'я їхню власність. Разом з ними співпрацює і чиновник відділу охорони здоров'я (Ерік Шуман). Генрієтта, яка допомагає Крону в розслідуванні, гине. Але Крон не може довести, що це вбивство. Тим часом Вероніка Фосс робить невдалу спробу повернутися в кіно (в ролі режисера, дуже схожого на Макса Офюльса, знімався Петер Цадек). Лікарка вирішує позбутися Вероніки і влаштовує для неї прощальний вечір. На Великдень лікарка Кац їде за місто і залишає Вероніку без морфію. Замкнена у своїй кімнаті, вона приймає смертельну дозу снодійного.

## У ролях
- Розель Цех — Вероніка Фосс
- Хільмар Тате — Роберт Крон
- Корнелія Фробоес — Генрієтта
- Аннемаріє Дюрінгер — Докторка Маріанна Катц
- Армін Мюллєр-Шталь — Макс Ребейн
- Доріс Шаде — Жозефа
- Ерік Шуман — Доктор Едель
- Петер Берлінг — Продюсер
- Гюнтер Кауфманн — солдат США
- Соня Нойдорфер — Продавчиня
- Ліло Пемпейт — Керуюча
- Фолкер Шпенглер — Кінорежисер №1
- Герберт Штайнмєц — Гарднер
- Елізабет Фолькман — Грете
- Ганс Віпрегтігер — Головний редактор
- Пітер Задек — Кінорежисер №2
- Іоханна Гофер та Рудольф Платте — старе подружжя
- Джуліан Лоренц — секретарка